# من و خانم خانا
من و خانم خانا (به هندی: Main Aurr Mrs Khanna) فیلمی محصول سال ۲۰۰۹ و به کارگردانی پرم راج است. در این فیلم بازیگرانی همچون سلمان خان، کارینا کاپور، سهیل خان، باپی لاهیری، پریتی زینتا، دیپیکا پادوکونه، ماهک چاهال، نائوهد سیروسی، دینو مورئا ایفای نقش کرده‌اند.